# Dedevci
Dedevci (Servisch cyrillisch Дедевци) is een plaats in de Servische gemeente Kraljevo. De plaats telt 341 inwoners (2002).